# Mudança em História

### Definir o Conceito
Mudança em História é um conceito meta-histórico central no estudo da História, referindo-se à transformação das sociedades, culturas, políticas e outros aspetos da vida humana ao longo do tempo. É percecionado como um fenómeno complexo e multiperspetivado, caracterizado por ritmos distintos, avanços e recuos, e a coexistência de mudanças e permanências. A compreensão da Mudança em História requer uma análise contextualizada, reconhecendo as suas nuances e as relações intrínsecas entre o passado, o presente e o futuro. 

### Multiperspectiva
Ao longo da história da historiografia, o conceito de mudança foi interpretado de diversas maneiras. No século XIX, algumas conceções predominantes incluíam:
- A ideia de progresso social, científico e tecnológico como um benefício para a humanidade, seguindo um padrão mais ou menos encadeado.
- A visão da intervenção ativa de grupos sociais marginalizados que, ao organizarem-se, promoviam mudanças estruturais.
- Uma perspectiva mais ou menos cíclica, admitindo avanços e recuos e identificando certas mudanças como declínio em favor de permanências convenientes.
- A noção de que as mudanças ocorridas no Ocidente (Europa) afetavam toda a humanidade.
- Em contraste, uma visão idealista da História, onde ações particulares eram capazes de gerar mudanças significativas.

O século XX trouxe novas interpretações, com o estruturalismo a influenciar fortemente as ciências sociais. Esta corrente tendia a focar-se em grandes quadros generalizantes, relegando os sujeitos históricos ao papel de "atores" e desfavorecendo a ligação entre passado e presente. Contudo, um estruturalismo moderado reintroduziu o ser humano como um agente considerável de mudança, para além das figuras de poder tradicionais.
A partir de 1950, debates entre historiadores anglo-saxónicos e alemães, como Jörn Rüsen, contribuíram para uma visão da Mudança em História como uma relação entre o presente e o passado, com abertura para considerar cenários futuros. Rüsen enfatizou a consciência histórica como a capacidade de entender o presente e o futuro a partir da compreensão e interpretação do passado, servindo de guia para ações no presente através da narrativa histórica.
Atualmente, a conceção de Mudança em História está ligada à ideia de que ela ocorre a partir de múltiplos eventos, sem linearidade, com avanços e recuos. Uma mudança que traz progresso pode simultaneamente causar extinção, sendo, portanto, multiperspetivada e resultante de diversos fatores – individuais ou coletivos, humanos ou não, globais ou locais. A mudança pode ocorrer em ritmos alternados e, por vezes, de forma desorganizada, sendo a sua interpretação suscetível a alterações com o tempo. É importante reconhecer que nem sempre a mudança implica ruturas, existindo também elementos de permanência. Em suma, a Mudança em História é um conceito complexo e multifacetado.

### Mudança em História e Educação Histórica
A compreensão da Mudança em História é fundamental para a formação crítica dos indivíduos, permitindo reconhecer os processos que moldaram o mundo atual e entender as consequências de eventos passados para o presente. A educação histórica, enquanto campo que concilia teoria e prática do ensino da História, procura desenvolver o pensamento histórico nos estudantes, indo além da memorização de factos (conceitos substantivos) para trabalhar com os conceitos metahistóricos, como a Mudança em História.
Estudos de investigação revelam que muitos indivíduos tendem a percecionar a Mudança em História de forma linear e rumo ao progresso, uma visão considerada simplista. Esta ideia pode ser influenciada pelas cronologias didáticas utilizadas no ensino. No entanto, a educação histórica enfatiza que os eventos históricos não são lineares nem desconectados, e que a mudança coexiste com as permanências.
A aula-oficina, um modelo pedagógico da educação histórica, procura desenvolver o pensamento histórico dos estudantes através da recolha de ideias prévias, do trabalho com fontes históricas e de atividades desafiadoras que articulem conceitos substantivos (como Democracia e Cidadania) e metahistóricos (como Mudança em História). Investigações realizadas com estudantes do 7.º ano mostram que, após intervenções pedagógicas baseadas neste modelo, a maioria dos estudantes sofisticou a sua compreensão acerca da Mudança em História, passando a considerar a coexistência de mudanças e permanências. Inicialmente, as suas ideias tendiam a focar-se apenas em transformações totais. 
A educação histórica também procura desconstruir a ideia de um passado tecnologicamente deficitário, evidenciando o caráter inovador de regimes e ideias do passado, como a Democracia na Grécia Antiga. 

### Estudos sobre as Concepções dos Alunos
Diversos estudos investigaram as conceções dos alunos sobre a Mudança em História. Estas investigações revelam tendências nas ideias dos estudantes, como a perceção de que as mudanças resultam em progresso, por vezes de forma linear. No entanto, muitos alunos também demonstram uma compreensão de que as transformações históricas não são abruptas ou totais, coexistindo com aspetos que permanecem. Alguns estudantes manifestam ideias mais complexas, reconhecendo mudanças e permanências, avanços e recuos, e ritmos distintos de mudança.
Um estudo específico com alunos do 7.º ano identificou categorias nas suas ideias prévias sobre Mudança em História, incluindo: "Mudança rumo ao progresso," "Balanço de mudança e permanência," e "Mudanças diversas". Após atividades pedagógicas, verificou-se uma progressão nas suas ideias, com mais estudantes a reconhecerem a coexistência de mudanças e permanências ao longo do tempo.
Investigações comparativas entre jovens de diferentes países também exploraram as suas narrativas históricas e os conceitos de mudança subjacentes. Estes estudos sugerem que as conceções de mudança podem estar ligadas à forma como os jovens constroem a sua identidade nacional e a sua orientação temporal face à história.

### Implicações para o Ensino
Para promover uma compreensão mais sofisticada da Mudança em História, o ensino deve ir além da apresentação de cronologias lineares e explorar a complexidade dos processos históricos através de fontes diversificadas e atividades desafiadoras. A articulação entre conceitos substantivos e metahistóricos na sala de aula é crucial para desenvolver o pensamento histórico. É importante que os estudantes analisem múltiplas perspetivas sobre os eventos passados e reconheçam que a mudança pode ter diferentes significados e consequências para diferentes grupos e indivíduos. A utilização de modelos pedagógicos como a aula-oficina, que valoriza a reflexão sobre as ideias prévias dos estudantes e a metacognição, pode ser eficaz para aprimorar a compreensão da Mudança em História.

### Ideia Chave
A Mudança em História é um conceito fundamental para a compreensão da dinâmica do passado e da sua relação com o presente. Longe de ser um processo linear e inevitável, a mudança é marcada por complexidade, diversidade de ritmos e a interação constante entre transformação e continuidade. Desenvolver uma compreensão aprofundada deste conceito é essencial para formar indivíduos críticos e reflexivos, capazes de analisar o mundo que os rodeia com uma perspetiva histórica informada,
1. ↑  ALVAREZ, Graziela (2025). A Democracia e a Cidadania ao longo do tempo – Ideias de Mudança em História. [S.l.]: Instituto de Educação - Universidade do Minho
2. ↑  BARCA, Isabel. «NARRATIVAS E CONSCIêNCIA HISTÓRICA DOS JOVENS»